# Departamento de Cachí
Departamento de Cachí (engelska: Cachi) är en kommun i Argentina.   Den ligger i provinsen Salta, i den norra delen av landet, 1 300 km nordväst om huvudstaden Buenos Aires. Antalet invånare är 7 280. Arean är 2 925 kvadratkilometer.
Terrängen i Departamento de Cachí är huvudsakligen mycket bergig.
Omgivningarna runt Departamento de Cachí är i huvudsak ett öppet busklandskap. Runt Departamento de Cachí är det mycket glesbefolkat, med 2 invånare per kvadratkilometer.